# Cruzeiro do Sul (Parana)
Cruzeiro do Sul – miasto i gmina w Brazylii, w stanie Parana. Znajduje się w mezoregionie Noroeste Paranaense i mikroregionie Paranavaí.